# Elecciones municipales de España de 2007

Capitales de provincia, más Santiago de Compostela y Mérida (capitales de comunidades autónomas que no lo son de sus provincias) y Vigo y Gijón (ciudades con más de 250.000 habitantes que no son capitales); según la formación política en la alcaldía como resultado de las elecciones de 2007:
El PSOE consigue la alcaldía de 23 capitales de provincia, Santiago de Compostela, Mérida, Vigo (coalición con BNG) y Gijón
El PP consigue la alcaldía de 22 capitales de provincia
IULV-CA consigue la alcaldía de Córdoba
EAJ-PNV consigue la alcaldía de Bilbao
CC-PNC consigue la alcaldía de Santa Cruz de Tenerife
El BNG consigue la alcaldía de Pontevedra
El PAR consigue la alcaldía de Teruel.

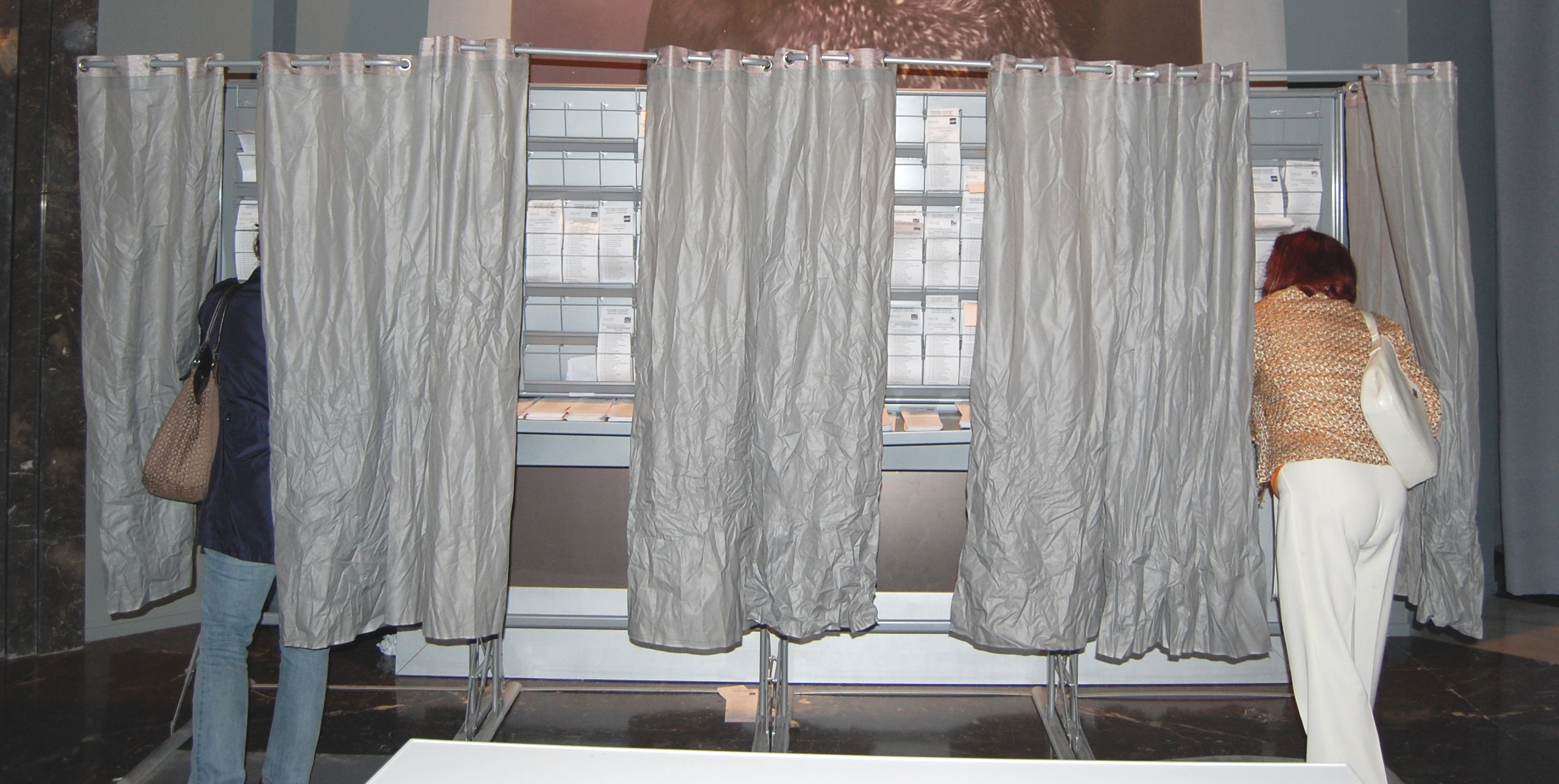
Electoras eligen las papeletas de votación en Vigo.

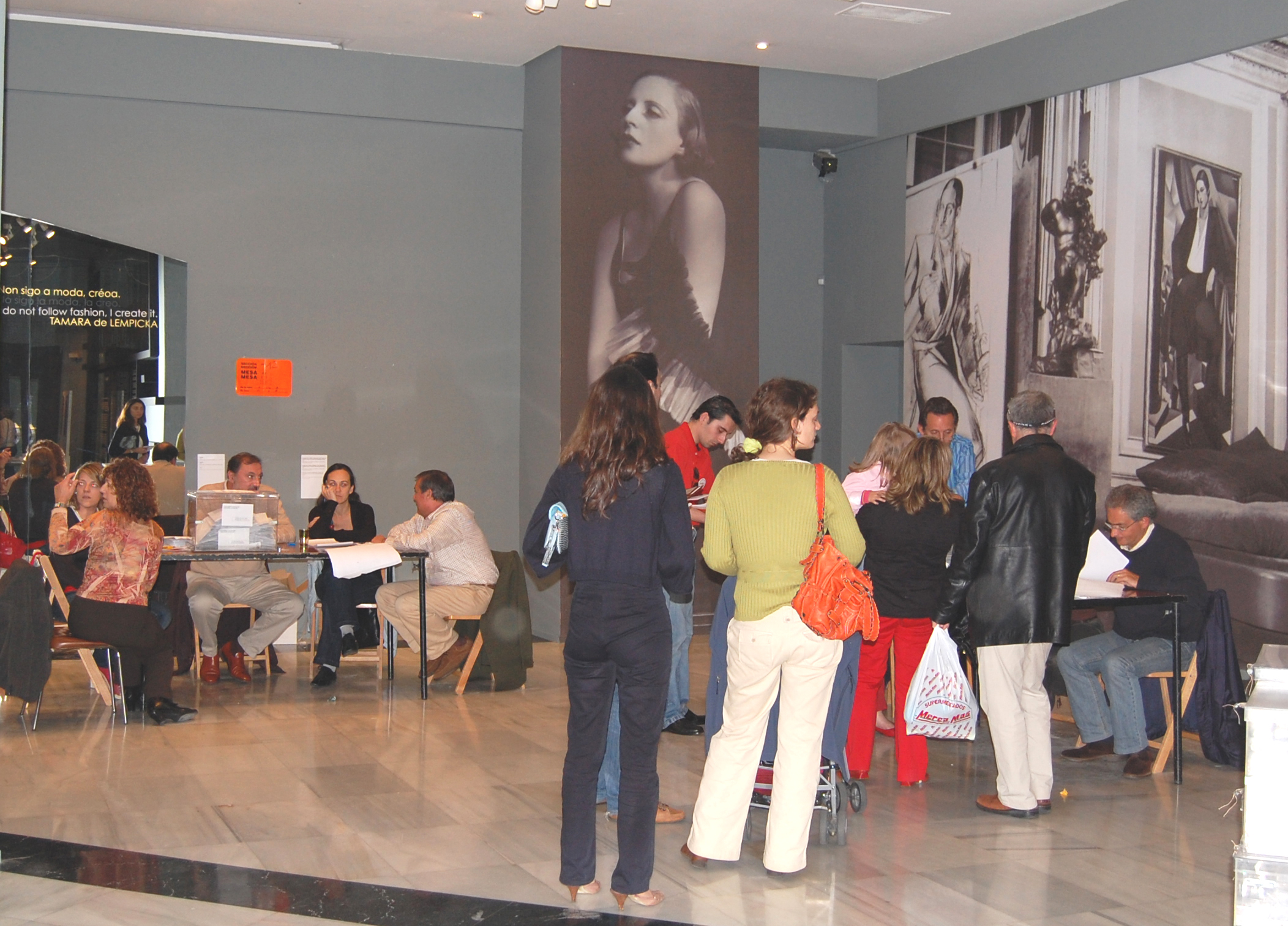
Electores esperan su turno para depositar las papeletas en una sección de Vigo.

De acuerdo con lo establecido por la Ley Orgánica del Régimen Electoral General (LOREG), el 27 de mayo de 2007 (cuarto domingo de mayo), se celebraron en España elecciones municipales.
En el Real Decreto 444/2007, de 2 de abril de 2007, se convocan estas elecciones para cubrir los siguientes puestos:
1. Concejales de los municipios con población igual o superior a 100 residentes (salvo aquellos municipios que tengan adoptado el régimen de Concejo Abierto).
2. Alcaldes de los municipios de menos de 100 residentes (y de aquellos que tengan adoptado el régimen de Concejo Abierto).
3. Alcaldes Pedáneos (u órgano unipersonal) de las entidades de ámbito territorial inferior al municipal.

El Real Decreto también recoge la elección de los diputados de las Diputaciones Provinciales de Régimen Común, que se realizará una vez celebradas las elecciones municipales mediante elección indirecta.
Por otra parte, a lo largo de la misma jornada, en el conjunto de España se celebraron también elecciones a trece de los diecisiete Parlamentos Autonómicos del país; a las asambleas de Ceuta y Melilla; a las Juntas Generales del País Vasco; a los Cabildos Insulares canarios; a los Consejos Insulares de Baleares; al Consejo General de Arán; y a los concejos de Navarra.

## Precampaña electoral

### Derecho de sufragio de los inmigrantes
Tras una directiva de la Unión Europea (Directiva 94/80/CE), el artículo 13.2 de la Constitución Española fue reformado el 28 de agosto de 1992 para extender los derechos de sufragio activo y pasivo en las elecciones municipales a todos los ciudadanos de la UE que residan en municipios españoles. Esta extensión de derechos se amplió el 6 de febrero de 1990, cuando España y Noruega suscribieron un acuerdo por el que se reconoce el derecho a votar en elecciones municipales a los noruegos en España y viceversa. (Véase también: Inmigración en España)
El 17 de agosto de 2006, el PSOE e IU presentaron al Congreso de los Diputados una proposición no de ley para instar al Gobierno a tomar las medidas necesarias para conceder a los inmigrantes que residen regularmente en España (predominantemente ciudadanos de Marruecos, Ecuador y Colombia) el derecho al sufragio en las elecciones municipales, siempre que, como establece la Constitución, se creen acuerdos de reciprocidad. De hecho, España ya había firmado tratados de amistad con Argentina, Venezuela, Uruguay, Chile y Colombia; el Gobierno solo tendría que firmar los convenios para que 360 000 ciudadanos inmigrantes de estos países pudieran votar en las elecciones municipales. Sin embargo, la vicepresidenta del Gobierno, María Teresa Fernández de la Vega, afirmó en la rueda de prensa posterior al primer Consejo de Ministros tras las vacaciones de verano (25 de agosto de 2006) que es "altamente improbable" que los inmigrantes extracomunitarios puedan votar.
Con todo, además de los españoles, podrán votar en estas elecciones los ciudadanos de Alemania, Austria, Bélgica, Chipre, Dinamarca, Eslovaquia, Eslovenia, Estonia, Finlandia, Francia, Grecia, Hungría, Irlanda, Italia, Letonia, Lituania, Luxemburgo, Malta, Noruega, Países Bajos, Polonia, Portugal, Reino Unido, República Checa y Suecia que residan en España; según datos de la Secretaría de Estado de Inmigración, estos ciudadanos sumaban 619 341 en junio de 2006. A esta lista también hay que añadirle los ciudadanos de Bulgaria y Rumania que entraron a formar parte de la UE el 1 de enero de 2007. De haberse tenido en cuenta a los cinco países sudamericanos con tratados de amistad citados anteriormente, se podría haber ascendido a 1,2 millones de extranjeros con derecho a voto, una cifra tres veces superior a la de las elecciones municipales de 2003.
Según un estudio del INE, existen en España 46 municipios, en los que más del 25 % su población es extranjera; destacan, con más de 50 000 habitantes, Torrevieja y Orihuela, en la provincia de Alicante; Fuengirola y Mijas, en la provincia de Málaga; y Arona y Adeje, en Tenerife, donde casi el 50 % de su población es extranjera.

### Corrupción urbanística
Andalucía ha sido una de las comunidades autónomas que más casos de corrupción urbanística ha sufrido por parte de sus Ayuntamientos. Más de 25 localidades han visto cómo se ha llamado a declarar a sus alcaldes o concejales por implicaciones en casos de irregularidades en el sector de la construcción, como recalifcaciones de terrenos dudosas o sombras en contratos y adjudicaciones. El caso más llamativo y que más expectación ha levantado en los medios de comunicación ha sido el de Marbella. En este municipio malagueño se ha conseguido destapar una compleja trama de acciones delictivas que se ha saldado con el encarcelamiento de su alcaldesa, su primera teniente de alcalde, varios de sus concejales y el alcalde anterior. La gravedad del Caso Malaya ha sido de tal magnitud que, por primera vez en la historia reciente de España, han sido necesarias la disolución del Ayuntamiento de Marbella por parte del Gobierno Central y la creación de una comisión gestora.
Sin embargo, Marbella no ha sido el único municipio con casos de corrupción en los que sus alcaldes se han visto implicados. En octubre de 2006 el alcalde de la localidad madrileña de Ciempozuelos presentó su dimisión tras apuntarse un posible cobro de comisiones que ascenderían a 40 millones de euros. En noviembre, él y su antecesor en el cargo ingresaron en prisión acusados de cohecho y blanqueo de dinero, acusaciones de las que finalmente resultaron absueltos en todos sus términos por la Audiencia Provincial. Ese mismo mes, el alcalde del municipio grancanario de Telde y varios concejales fueron detenidos, acusados de cohecho y malversación de caudales públicos, en una operación que vino a denominarse Caso Faycan. Tras quedar en libertad provisional con cargos y bajo fianza, el regidor y los ediles dejaban oficialmente sus cargos unas semanas más tarde. Por las mismas fechas, en el municipio mallorquín de Andrach, su alcalde Eugenio Hidalgo, el director de Ordenación del Territorio del Gobierno de las Islas Baleares y cinco personas más fueron detenidos, acusados de delitos relacionados con la corrupción urbanística.

### Transfuguismo político
De acuerdo con los datos aportados por el Ministerio de Administraciones Públicas, Castilla y León es la autonomía que más casos de transfuguismo político, en términos absolutos, ha registrado en sus ayuntamientos. De los 44 municipios que han realizado mociones de censura durante el periodo 2003-2007, en 15 ha habido tránsfugas de por medio. Destaca el caso de la ciudad de León, la única capital de provincia española en la que ha habido cambio de alcalde, incurriendo además en el transfugismo. No obstante, en términos relativos, la cifra sería superada por otras autonomías con menor número de municipios, como ocurre con la Comunidad Valenciana, Andalucía, Madrid y Cataluña.

### Fraude electoral
Con motivo de las elecciones, muchos pueblos de pocos habitantes están sufriendo empadronamientos masivos, que pueden determinar la victoria de uno u otro candidato. Así, pueblos como Enix, que ha pasado de 267 electores a 347 en el censo del 31 de enero de 2006 o Las Tres Villas, que del 29 de enero al 31 obtuvo 129 nuevos habitantes, reconociendo el candidato del PSOE a la localidad que de ese número 45 o 50 eran familiares suyos. Otra tanto ha ocurrido en Mogán, en Canarias, donde el equipo municipal ofrecía empadronar a turistas a cambio de un voto a su favor. Todos estos casos han obligado al Instituto Nacional de Estadística a investigar el padrón de numerosos pueblos.

### Alcaldía de Madrid
El Ayuntamiento de Madrid, el más importante de España en cuanto a número de concejales, es uno de los que más interés suscitan de cara a las elecciones de mayo de 2007.

#### Candidatura del PP
Alberto Ruiz-Gallardón, del Partido Popular, fue elegido como alcalde de Madrid en los anteriores comicios de 2003. Su reelección como candidato no fue ninguna sorpresa (se daba por supuesta), y tuvo lugar el 14 de enero de 2007 en un acto realizado por su partido en un salón de Ifema, que si bien tuvo un gran aforo, no tuvo tanta repercusión a nivel nacional.

#### Candidatura del PSOE
La elección del candidato del PSOE a la alcaldía de la capital, sin embargo, fue algo más accidentada y dio bastante más juego a los medios de comunicación. Desde un principio se pensó que la candidata de las últimas elecciones, Trinidad Jiménez, sería quien volviera a repetir la candidatura. Esta idea se vino abajo cuando el 6 de septiembre de 2006 fue elegida por el presidente del Gobierno para ocupar la Secretaría de Estado para Iberoamérica. A partir de ese momento fueron muchos los posibles candidatos socialistas que se barajaron en los círculos de opinión: el exsecretario general de la OTAN, Javier Solana; el expresidente del Gobierno, Felipe González; el concejal Pedro Zerolo; el portavoz del PSOE en el Congreso, Diego López Garrido; el rector de la Universidad Carlos III, Gregorio Peces-Barba; etc.
Los rumores cesaron temporalmente cuando el 10 de octubre de 2006 el PSOE realizó una propuesta oficial al ex ministro de Defensa, José Bono, para que aceptara el cargo. Sin embargo, Bono, que pareció dispuesto a aceptarlo en un primer momento, acabó rechazando la propuesta al día siguiente. Desde ese momento, el nombre que empezó a tomar fuerza fue el de María Teresa Fernández de la Vega, no sin la oposición de algunos colectivos que la preferían en su cargo de vicepresidenta del Gobierno. Finalmente, la incógnita se despejó el 25 de octubre de 2006: Miguel Sebastián, hasta ese momento director de la Oficina Económica del presidente del Gobierno, y prácticamente desconocido por la ciudadanía, fue el candidato designado por el presidente del Gobierno, José Luis Rodríguez Zapatero, para la alcaldía de la capital.
El mismo día en que se conoció quién iba a ser su principal adversario político, Ruiz-Gallardón aseguró que «es Zapatero quien, a través de Sebastián, ha decidido librar la batalla política por la alcaldía de Madrid, y será él quien asuma las consecuencias», una idea que mantuvo durante los meses posteriores. Ante esta afirmación, Zapatero respondió en enero de 2007, preguntado por la prensa, que «para que exista la confrontación hace falta ser candidato a la Presidencia del Gobierno», y que «no sé qué estará pensando él», [...] «yo lo que puedo asegurar es que no me presento a la alcaldía de Madrid».

#### Candidatura de IU
El candidato a la alcaldía de Madrid por Izquierda Unida, el tercer partido con representación en el Ayuntamiento, fue Ángel Pérez. La Presidencia Regional de IU-Comunidad de Madrid le propuso el 31 de mayo de 2006, y el Consejo Político Regional de Izquierda Unida le designó definitivamente como candidato el 3 de junio de 2006, en una votación con todos los votos válidos a su favor. A pesar de sus años de experiencia, una encuesta en el diario La Razón aseguraba en enero de 2007 que Ángel Pérez es un político desconocido por siete de cada diez madrileños. La candidatura de Pérez fue recurrida a la Comisión de Garantías de IU por el sector comandado por Virginia Díaz e Inés Sabanés. La comisión de garantías anuló la elección de Pérez como candidato, a lo que este contestó afirmando que la Comisión carecía de competencias para apartarle de la candidatura. Finalmente, los dos sectores enfrentados llegaron a un acuerdo, dejando la candidatura a la Comunidad de Madrid a Sabanés y la candidatura a la alcaldía a Pérez.

### Elecciones municipales en Cataluña
Una de las novedades que presentaron las elecciones al Parlamento de Cataluña, celebradas el 1 de noviembre de 2006 (medio año antes que las municipales), fue la aparición de un nuevo partido político, Ciudadanos - Partido de la Ciudadanía (Cs), formado a raíz de un manifiesto de intelectuales de la asociación Ciutadans de Catalunya en respuesta al nacionalismo catalán, que obtuvo tres escaños por la provincia de Barcelona. Su presidente, Albert Rivera, aseguró en una entrevista que el PSC estaba preocupado por la irrupción de Ciudadanos en esas elecciones municipales (por un posible trasvase de votos), y pensaba que las expectativas de su partido eran buenas a pesar de que no se presentaría en todos los municipios de España, ni siquiera de Cataluña. En los lugares donde no se presenta Ciudadanos ha pedido el voto en blanco.
En lo referente al Ayuntamiento de Barcelona, cabe destacar que el alcalde electo en las municipales de 2003, Joan Clos (que gobernaba desde 1997), fue sustituido en septiembre de 2006 por Jordi Hereu. Este relevo se debió a la designación de Clos como titular del Ministerio de Industria, Turismo y Comercio, en sustitución a su vez de José Montilla, que se presentaba en aquel momento como candidato por el PSC a la Generalidad de Cataluña y cuya presidencia acabó consiguiendo.

### Aplicación de la Ley de Partidos

#### Contexto previo
Batasuna, un partido político con presencia en el País Vasco y Navarra, se encuentra ilegalizado desde 2003 en aplicación de la Ley de Partidos alegando su vinculación con ETA. Desde entonces, no ha renunciado a volver a las urnas. Ya en septiembre de 2006, antes de la ruptura del «alto el fuego permanente» declarado por ETA el 22 de marzo de 2006, los líderes de Batasuna ya consideraban que sería "impensable" su no participación en estos comicios, ya que de ser así, supondría "un fracaso para la democracia". En un acto llevado a cabo el 25 de noviembre de 2006 en Burlada (Navarra), el portavoz de Batasuna, Pernando Barrena, aseguró que su formación se presentaría a las elecciones municipales, aunque sin aclarar bajo qué siglas.
En enero de 2007, pocos días después del atentado del Aeropuerto de Barajas (perpetrado el 30 de diciembre de 2006 y que costó la vida de dos personas), el portavoz de Batasuna, Arnaldo Otegi, afirmó que "el Gobierno español o no ha sabido o no ha querido responder de manera constructiva y positiva a la oferta realizada por la organización ETA el 22 de marzo" aunque también pidió a ETA que mantuviera "intactos los contenidos y objetivos explicitados en su comunicado". Fueron estas unas declaraciones en las que no se dio por roto el alto el fuego ni se realizó una condena contra el atentado. Diez días después, la izquierda abertzale presentó en Bilbao la iniciativa electoral "Orain Bizkaia, Orain Ezker Abertzalea", en la que se exigió la derogación de la Ley de Partidos.

#### 'Abertzale Sozialisten Batasuna
A mediados de marzo de 2007, Batasuna celebró en Santurce una asamblea secreta, a la que asistieron unos 300 miembros de la izquierda abertzale, para tratar la estrategia a seguir de cara a las elecciones municipales y forales. De esta forma, el 27 de marzo de 2007, una dirigente abertzale, líder del partido Herritarren Zerrenda (ilegalizado en 2004 por considerarse sucesor de Batasuna), registró en el Ministerio del Interior un nuevo partido para concurrir a las elecciones: Abertzale Sozialisten Batasuna (ASB). Esa misma noche, el presidente del Gobierno, José Luis Rodríguez Zapatero, confirmó que Interior ya había visto indicios de ilegalidad y pidió a la Fiscalía General del Estado que investigara. Así, el 3 de abril, el fiscal general Cándido Conde-Pumpido solicitó al Tribunal Supremo que detuviera el proceso de legalización de ASB por tratarse de "una sucesión o continuadora de Batasuna", basándose en cuatro aspectos: la reutilización del nombre de Batasuna en la nueva formación, la pertenencia a Herri Batasuna de dos de sus promotores, la identidad en la organización y la estructura entre Batasuna y ASB, e indicios de proximidad a la violencia.
Además, a finales de abril, Batasuna logró constituir más de 200 agrupaciones electorales con el nombre Abertzale Sozialistak (AS) (más el nombre del municipio en el que se presentan) gracias a las firmas de más de 80 000 personas.

#### Acción Nacionalista Vasca
El 12 de abril de 2007, se conoció que Eusko Abertzale Ekintza-Acción Nacionalista Vasca (EAE-ANV), un partido fundado en 1930 como escisión del PNV y que estuvo integrado en la coalición electoral Herri Batasuna (HB) entre 1978 y 2001, iba a presentar listas en todos los municipios vascos y en algunos navarros. Este aumento de las candidaturas de ANV, que tenía una baja concurrencia en las elecciones previas, hizo pensar al Ministerio del Interior que podría estar relacionada con Batasuna. Sin embargo, debido a la antigüedad de la formación, a que esta rechaza la violencia en sus estatutos y a la dificultad (desde el plano jurídico) de ilegalizar el partido en su conjunto, el ministro Alfredo Pérez Rubalcaba optó por invalidar las listas en las que se identificaran candidaturas relacionadas con Batasuna. El 28 de abril de 2007, tras recibir un informe conjunto de la Guardia Civil y la Policía Nacional, el juez de la Audiencia Nacional, Baltasar Garzón, decidió no ilegalizar ANV, hecho que desató las críticas del Partido Popular y la Asociación de Víctimas del Terrorismo (AVT).

## Campaña electoral

### Candidatos
En la siguiente tabla figuran los candidatos a las alcaldías de las ciudades españolas con más de 250.000 habitantes, ordenados según los resultados obtenidos; e incluyendo también los de aquellas formaciones políticas que hubieran perdido la representación municipal con la que contaban en la anterior legislatura (Acord en Valencia y Alicante, PA en Sevilla, CC-PNC en Las Palmas de Gran Canaria, EA en Bilbao y PG en Vigo):
| Ciudad y alcalde en la anterior legislatura | Ciudad y alcalde en la anterior legislatura                        | Candidatos | Observaciones |
| ------------------------------------------- | ------------------------------------------------------------------ | --- | --- |
|                                             | Madrid 3.128.600 hab. Alberto Ruiz-Gallardón Jiménez (PP)          | - PP: Alberto Ruiz-Gallardón Jiménez - PSOE: Miguel Sebastián Gascón - IU: Ángel Pérez Martínez                                                                          | |
|                                             | Barcelona 1.605.602 hab. Jordi Hereu i Boher (PSC-PSOE)            | - PSC-PSOE: Jordi Hereu i Boher - CiU: Xavier Trias i Vidal de Llobatera - PP: Alberto Fernández Díaz - ICV-EUiA: Imma Mayol i Beltran - ERC: Jordi Portabella i Calvete | |
|                                             | Valencia 805.304 hab. Rita Barberá Nolla (PP)                      | - PP: Rita Barberá Nolla - PSPV-PSOE: Carmen Alborch Bataller - Acord: Amadeu Sanchis Labiós                                                                             | - De las formaciones que integran el Acord Municipal d'Esquerres i Ecologista, Esquerra Unida del País Valencià y Els Verds del País Valencià se presentaron a las elecciones de 2003 por separado, e Izquierda Republicana no se presentó a dichas elecciones en Valencia (Esquerra Unida del País Valencià se presentó junto a Esquerra Valenciana, formación que ahora se ha integrado en el Bloc Nacionalista Valencià, en la coalición denominada Entesa; Els Verds del País Valencià se presentaban en solitario y tenían la denominación de Els Verds-Los Verdes, antes de la integración en el partido de Esquerra Verda, que se presentaba en candidatura conjunta con el Bloc Nacionalista Valencià); de las candidaturas nombradas, sólo la de Entesa obtuvo representación municipal |
|                                             | Sevilla 704.414 hab. Alfredo Sánchez Monteseirín (PSOE)            | - PP: Juan Ignacio Zoido Álvarez - PSOE: Alfredo Sánchez Monteseirín - IULV-CA: Antonio Rodrigo Torrijos - PA: Agustín Villar Iglesias                                   | |
|                                             | Zaragoza 649.181 hab. Juan Alberto Belloch Julbe (PSOE-Aragón)     | - PSOE-Aragón: Juan Alberto Belloch Julbe - PP de Aragón: Domingo Buesa Conde - CHA: Antonio Gaspar Galán - PAR: José Ángel Biel Rivera - IUA: José Manuel Alonso Plaza  | |
|                                             | Málaga 560.631 hab. Francisco de la Torre Prados (PP)              | - PP: Francisco de la Torre Prados - PSOE: Marisa Bustinduy Barrero - IULV-CA: Pedro Moreno Brenes                                                                       | |
|                                             | Murcia 416.996 hab. Miguel Ángel Cámara Botía (PP)                 | - PP: Miguel Ángel Cámara Botía - PSOE: María José Alarcón López - IU-LV: Esther Herguedas Aparicio                                                                      | - Izquierda Unida y Los Verdes se presentaron a las elecciones de 2003 por separado; Los Verdes no obtuvieron representación municipal |
|                                             | Las Palmas de Gran Canaria 377.056 hab. Josefa Luzardo Romano (PP) | - PSOE: Jerónimo Saavedra Acevedo - PP: Josefa Luzardo Romano - Compromiso: Nardy Barrios Curbelo - CC-PNC: José Carlos Mauricio Rodríguez                               | - Coalición Canaria (que ahora se presenta en candidatura conjunta con el Partido Nacionalista Canario) y Compromiso (que anteriormente se presentaba bajo la denominación Compromiso por Gran Canaria) se presentaron a las elecciones de 2003 en la candidatura conjunta CC-CGC; el PNC se había presentado a dichas elecciones integrado en la Federación Nacionalista Canaria (en candidatura conjunta con Unión Canaria), sin obtener representación municipal |
|                                             | Palma de Mallorca 375.048 hab. Catalina Cirer Adrover (PP)         | - PP: Catalina Cirer Adrover - PSOE: Aina Calvo Sastre - Bloc per Palma: Eberhard Grosske Fiol - UM: Miquel Nadal Buades                                                 | - Alternativa Esquerra Unida-Els Verds (entonces bajo la denominación de Esquerra Unida-Els Verds), el Partit Socialista de Mallorca-Entesa Nacionalista y Esquerra Republicana de Catalunya, formaciones ahora integradas en el Bloc per Palma, se presentaron a las elecciones de 2003 por separado; Esquerra Republicana de Catalunya no obtuvo representación municipal. |
|                                             | Bilbao 354.145 hab. Iñaki Azkuna Urreta (EAJ-PNV)                  | - EAJ-PNV: Iñaki Azkuna Urreta - PP-PV: Antonio Basagoiti Pastor - PSE-EE: Txema Oleaga Zalbidea - EB-B/Aralar: Julia Madrazo Lavín - EA: Jon Aritz Bengoetxea Donaire   | - El Partido Nacionalista Vasco y Eusko Alkartasuna se presentaron a las elecciones de 2003 en la candidatura conjunta EAJ-PNV/EA - Ezker Batua-Berdeak y Aralar se presentaron a las elecciones de 2003 por separado; Aralar no obtuvo representación municipal. |
|                                             | Córdoba 322.867 hab. Rosa Aguilar Rivero (IULV-CA)                 | - PP: José Antonio Nieto Ballesteros - IULV-CA: Rosa Aguilar Rivero - PSOE: Rafael Blanco Perea                                                                          | |
|                                             | Alicante 322.431 hab. Luis Díaz Alperi (PP)                        | - PP: Luis Díaz Alperi - PSPV-PSOE: Etelvina Andreu Sánchez - Acord: José Antonio Fernández Cabello                                                                      | - De las formaciones que integran el Acord Municipal d'Esquerres i Ecologista, Esquerra Unida del País Valencià y Els Verds del País Valencià también se habían presentado conjuntamente a las elecciones de 2003, integradas junto a Esquerra Valenciana (formación que ahora se ha integrado en el Bloc Nacionalista Valencià) en la coalición denominada Entesa (Els Verds del País Valencià tenían la denominación de Els Verds-Los Verdes, antes de la integración en el partido de Esquerra Verda, que se presentaba en candidatura conjunta con el Bloc Nacionalista Valencià y no obtuvo representación municipal); Izquierda Republicana, que también forma parte del Acord Municipal d'Esquerres i Ecologista, no se presentó a las elecciones de 2003 en Alicante                     |
|                                             | Valladolid 319.943 hab. Francisco Javier León de la Riva (PP)      | - PP: Francisco Javier León de la Riva - PSOE: Soraya Rodríguez Ramos - IU-LV: Alfonso Sánchez de Castro                                                                 | - Izquierda Unida y Los Verdes se presentaron a las elecciones de 2003 por separado; Los Verdes no obtuvieron representación municipal |
|                                             | Vigo 293.255 hab. Corina Porro Martínez (PP)                       | - PP: Corina Porro Martínez - PSdeG-PSOE: Abel Caballero Álvarez - BNG: Santiago Domínguez Olveira - PG: Manoel Soto Ferreiro                                            | - El Partido Galeguista no se presentó a las elecciones de 2003, pero integra a Progresistas Vigueses, formación que obtuvo representación municipal en dichas elecciones |
|                                             | Gijón 274.472 hab. Paz Fernández Felgueroso (PSOE)                 | - PSOE: Paz Fernández Felgueroso - PP: Pilar Fernández Pardo - IU-BA-LV: Jesús Montes Estrada                                                                            | - La candidatura conjunta Izquierda Unida-Bloque por Asturies se presentó a las elecciones de 2003 independientemente de Los Verdes, a los que ahora integra y que no obtuvieron representación municipal |

## Jornada electoral 27-M

### Resultados electorales
El cuadro recoge los resultados electorales en las cincuenta capitales de provincia, así como en las dos capitales de comunidad autónoma que son distintas a las de la provincia a la que pertenecen (Mérida y Santiago de Compostela); también figuran los resultados de Gijón y Vigo, ciudades que, sin ser capitales, cuentan con una población superior a los 250.000 habitantes.
| Comunidad autónoma   | Municipio                        | Municipio                                                    | Alcalde y gobierno municipal                                                                     | Partido            | Votos   | %      | Concejales | +/- |
| -------------------- | -------------------------------- | ------------------------------------------------------------ | ------------------------------------------------------------------------------------------------ | ------------------ | ------- | ------ | ---------- | --- |
| ANDALUCÍA            |                                  | Almería 27 concejales                                        | - Alcalde: Luis Rogelio Rodríguez-Comendador Pérez (PP) - Gobierno municipal: PP y GIAL          | PP                 | 32.725  | 45,52% | 13         | +2  |
| ANDALUCÍA            | PSOE                             | Almería 27 concejales                                        | - Alcalde: Luis Rogelio Rodríguez-Comendador Pérez (PP) - Gobierno municipal: PP y GIAL          | 26.465             | 36,81%  | 11     | +1         |     |
| ANDALUCÍA            | GIAL                             | Almería 27 concejales                                        | - Alcalde: Luis Rogelio Rodríguez-Comendador Pérez (PP) - Gobierno municipal: PP y GIAL          | 5.068              | 7,05%   | 2      | -3         |     |
| ANDALUCÍA            | IULV-CA                          | Almería 27 concejales                                        | - Alcalde: Luis Rogelio Rodríguez-Comendador Pérez (PP) - Gobierno municipal: PP y GIAL          | 3.756              | 5,22%   | 1      | =          |     |
| ANDALUCÍA            |                                  | Cádiz 27 concejales                                          | - Alcaldesa: Teófila Martínez Saiz (PP) - Gobierno municipal: PP                                 | PP                 | 33.910  | 59,77% | 18         | =   |
| ANDALUCÍA            | PSOE                             | Cádiz 27 concejales                                          | - Alcaldesa: Teófila Martínez Saiz (PP) - Gobierno municipal: PP                                 | 15.524             | 27,36%  | 8      | =          |     |
| ANDALUCÍA            | IULV-CA                          | Cádiz 27 concejales                                          | - Alcaldesa: Teófila Martínez Saiz (PP) - Gobierno municipal: PP                                 | 3.764              | 6,63%   | 1      | =          |     |
| ANDALUCÍA            |                                  | Córdoba 29 concejales                                        | - Alcaldesa: Rosa Aguilar Rivero (IULV-CA) - Gobierno municipal: IULV-CA y PSOE                  | PP                 | 64.094  | 43,96% | 14         | +2  |
| ANDALUCÍA            | IULV-CA                          | Córdoba 29 concejales                                        | - Alcaldesa: Rosa Aguilar Rivero (IULV-CA) - Gobierno municipal: IULV-CA y PSOE                  | 51.982             | 35,66%  | 11     | -2         |     |
| ANDALUCÍA            | PSOE                             | Córdoba 29 concejales                                        | - Alcaldesa: Rosa Aguilar Rivero (IULV-CA) - Gobierno municipal: IULV-CA y PSOE                  | 21.974             | 15,07%  | 4      | =          |     |
| ANDALUCÍA            |                                  | Granada 27 concejales                                        | - Alcalde: José Torres Hurtado (PP) - Gobierno municipal: PP                                     | PP                 | 60.310  | 53,33% | 16         | +2  |
| ANDALUCÍA            | PSOE                             | Granada 27 concejales                                        | - Alcalde: José Torres Hurtado (PP) - Gobierno municipal: PP                                     | 36.995             | 32,72%  | 9      | -2         |     |
| ANDALUCÍA            | IULV-CA                          | Granada 27 concejales                                        | - Alcalde: José Torres Hurtado (PP) - Gobierno municipal: PP                                     | 9.067              | 8,02%   | 2      | =          |     |
| ANDALUCÍA            |                                  | Huelva 27 concejales                                         | - Alcalde: Pedro Rodríguez González (PP) - Gobierno municipal: PP                                | PP                 | 31.056  | 51,11% | 15         | -1  |
| ANDALUCÍA            | PSOE                             | Huelva 27 concejales                                         | - Alcalde: Pedro Rodríguez González (PP) - Gobierno municipal: PP                                | 22.424             | 36,90%  | 10     | =          |     |
| ANDALUCÍA            | IULV-CA                          | Huelva 27 concejales                                         | - Alcalde: Pedro Rodríguez González (PP) - Gobierno municipal: PP                                | 4.477              | 7,37%   | 2      | +1         |     |
| ANDALUCÍA            |                                  | Jaén 27 concejales                                           | - Alcaldesa: Carmen Peñalver Pérez (PSOE) - Gobierno municipal: PSOE e IULV-CA                   | PP                 | 26.627  | 45,42% | 13         | -1  |
| ANDALUCÍA            | PSOE                             | Jaén 27 concejales                                           | - Alcaldesa: Carmen Peñalver Pérez (PSOE) - Gobierno municipal: PSOE e IULV-CA                   | 25.101             | 42,81%  | 12     | +1         |     |
| ANDALUCÍA            | IULV-CA                          | Jaén 27 concejales                                           | - Alcaldesa: Carmen Peñalver Pérez (PSOE) - Gobierno municipal: PSOE e IULV-CA                   | 3.909              | 6,67%   | 2      | =          |     |
| ANDALUCÍA            |                                  | Málaga 31 concejales                                         | - Alcalde: Francisco de la Torre Prados (PP) - Gobierno municipal: PP                            | PP                 | 111.761 | 51,03% | 17         | =   |
| ANDALUCÍA            | PSOE                             | Málaga 31 concejales                                         | - Alcalde: Francisco de la Torre Prados (PP) - Gobierno municipal: PP                            | 79.466             | 36,28%  | 12     | =          |     |
| ANDALUCÍA            | IULV-CA                          | Málaga 31 concejales                                         | - Alcalde: Francisco de la Torre Prados (PP) - Gobierno municipal: PP                            | 15.799             | 7,21%   | 2      | =          |     |
| ANDALUCÍA            |                                  | Sevilla 33 concejales                                        | - Alcalde: Alfredo Sánchez Monteseirín (PSOE) - Gobierno municipal: PSOE e IULV-CA               | PP                 | 128.776 | 41,84% | 15         | +3  |
| ANDALUCÍA            | PSOE                             | Sevilla 33 concejales                                        | - Alcalde: Alfredo Sánchez Monteseirín (PSOE) - Gobierno municipal: PSOE e IULV-CA               | 124.534            | 40,46%  | 15     | +1         |     |
| ANDALUCÍA            | IULV-CA                          | Sevilla 33 concejales                                        | - Alcalde: Alfredo Sánchez Monteseirín (PSOE) - Gobierno municipal: PSOE e IULV-CA               | 25.772             | 8,37%   | 3      | =          |     |
| ANDALUCÍA            | PA                               | Sevilla 33 concejales                                        | - Alcalde: Alfredo Sánchez Monteseirín (PSOE) - Gobierno municipal: PSOE e IULV-CA               | 13.839             | 4,5%    | ---    | -4         |     |
| ARAGÓN               |                                  | Huesca 21 concejales                                         | - Alcalde: Fernando Elboj Broto (PSOE) - Gobierno municipal: PSOE y PAR                          | PSOE               | 8.909   | 38,45% | 9          | -3  |
| ARAGÓN               | PP                               | Huesca 21 concejales                                         | - Alcalde: Fernando Elboj Broto (PSOE) - Gobierno municipal: PSOE y PAR                          | 7.457              | 32,18%  | 7      | +1         |     |
| ARAGÓN               | CHA                              | Huesca 21 concejales                                         | - Alcalde: Fernando Elboj Broto (PSOE) - Gobierno municipal: PSOE y PAR                          | 2.092              | 9,03%   | 2      | =          |     |
| ARAGÓN               | PAR                              | Huesca 21 concejales                                         | - Alcalde: Fernando Elboj Broto (PSOE) - Gobierno municipal: PSOE y PAR                          | 1.906              | 8,23%   | 2      | +1         |     |
| ARAGÓN               | IU-Aragón                        | Huesca 21 concejales                                         | - Alcalde: Fernando Elboj Broto (PSOE) - Gobierno municipal: PSOE y PAR                          | 1.338              | 5,77%   | 1      | +1         |     |
| ARAGÓN               |                                  | Teruel 21 concejales                                         | - Alcalde: Miguel Ferrer Górriz (PAR) - Gobierno municipal: PSOE y PAR                           | PP                 | 5.909   | 35,60% | 8          | =   |
| ARAGÓN               | PSOE                             | Teruel 21 concejales                                         | - Alcalde: Miguel Ferrer Górriz (PAR) - Gobierno municipal: PSOE y PAR                           | 5.166              | 31,12%  | 7      | -1         |     |
| ARAGÓN               | PAR                              | Teruel 21 concejales                                         | - Alcalde: Miguel Ferrer Górriz (PAR) - Gobierno municipal: PSOE y PAR                           | 2.740              | 16,51%  | 4      | =          |     |
| ARAGÓN               | CHA                              | Teruel 21 concejales                                         | - Alcalde: Miguel Ferrer Górriz (PAR) - Gobierno municipal: PSOE y PAR                           | 1.423              | 8,57%   | 2      | +1         |     |
| ARAGÓN               |                                  | Zaragoza 31 concejales                                       | - Alcalde: Juan Alberto Belloch Julbe (PSOE) - Gobierno municipal: PSOE y PAR (en minoría)       | PSOE               | 115.723 | 38,06% | 13         | +1  |
| ARAGÓN               | PP                               | Zaragoza 31 concejales                                       | - Alcalde: Juan Alberto Belloch Julbe (PSOE) - Gobierno municipal: PSOE y PAR (en minoría)       | 103.191            | 33,94%  | 12     | +1         |     |
| ARAGÓN               | CHA                              | Zaragoza 31 concejales                                       | - Alcalde: Juan Alberto Belloch Julbe (PSOE) - Gobierno municipal: PSOE y PAR (en minoría)       | 29.230             | 9,61%   | 3      | -3         |     |
| ARAGÓN               | PAR                              | Zaragoza 31 concejales                                       | - Alcalde: Juan Alberto Belloch Julbe (PSOE) - Gobierno municipal: PSOE y PAR (en minoría)       | 25.410             | 8,36%   | 2      | =          |     |
| ARAGÓN               | IU-Aragón                        | Zaragoza 31 concejales                                       | - Alcalde: Juan Alberto Belloch Julbe (PSOE) - Gobierno municipal: PSOE y PAR (en minoría)       | 16.148             | 5,31%   | 1      | +1         |     |
| ASTURIAS             |                                  | Gijón 27 concejales                                          | - Alcaldesa: Paz Fernández Felgueroso (PSOE) - Gobierno municipal: PSOE e IU-BA-LV               | PSOE               | 63.765  | 44,45% | 13         | =   |
| ASTURIAS             | PP                               | Gijón 27 concejales                                          | - Alcaldesa: Paz Fernández Felgueroso (PSOE) - Gobierno municipal: PSOE e IU-BA-LV               | 57.964             | 40,41%  | 12     | +1         |     |
| ASTURIAS             | IU-BA-LV                         | Gijón 27 concejales                                          | - Alcaldesa: Paz Fernández Felgueroso (PSOE) - Gobierno municipal: PSOE e IU-BA-LV               | 12.638             | 8,81%   | 2      | -1         |     |
| ASTURIAS             |                                  | Oviedo 27 concejales                                         | - Alcalde: Gabino de Lorenzo Ferrera (PP) - Gobierno municipal: PP                               | PP                 | 64.111  | 55,85% | 17         | =   |
| ASTURIAS             | PSOE                             | Oviedo 27 concejales                                         | - Alcalde: Gabino de Lorenzo Ferrera (PP) - Gobierno municipal: PP                               | 34.331             | 29,91%  | 9      | +1         |     |
| ASTURIAS             | ASCIZ                            | Oviedo 27 concejales                                         | - Alcalde: Gabino de Lorenzo Ferrera (PP) - Gobierno municipal: PP                               | 7.323              | 6,38%   | 1      | +1         |     |
| ASTURIAS             | IU-BA-LV                         | Oviedo 27 concejales                                         | - Alcalde: Gabino de Lorenzo Ferrera (PP) - Gobierno municipal: PP                               | 4.219              | 3,68%   | ---    | -2         |     |
| BALEARES             |                                  | Palma de Mallorca 29 concejales                              | - Alcaldesa: Aina Calvo Sastre (PSOE) - Gobierno municipal: PSOE, Bloc per Palma y UM            | PP                 | 66.144  | 46,03% | 14         | -1  |
| BALEARES             | PSOE                             | Palma de Mallorca 29 concejales                              | - Alcaldesa: Aina Calvo Sastre (PSOE) - Gobierno municipal: PSOE, Bloc per Palma y UM            | 50.874             | 35,41%  | 11     | +2         |     |
| BALEARES             | Bloc per Palma                   | Palma de Mallorca 29 concejales                              | - Alcaldesa: Aina Calvo Sastre (PSOE) - Gobierno municipal: PSOE, Bloc per Palma y UM            | 11.780             | 8,2%    | 2      | -3         |     |
| BALEARES             | UM                               | Palma de Mallorca 29 concejales                              | - Alcaldesa: Aina Calvo Sastre (PSOE) - Gobierno municipal: PSOE, Bloc per Palma y UM            | 9.507              | 6,62%   | 2      | +2         |     |
| CANARIAS             |                                  | Las Palmas de Gran Canaria 29 concejales                     | - Alcalde: Jerónimo Saavedra Acevedo (PSOE) - Gobierno municipal: PSOE y Compromiso              | PSOE               | 70.794  | 41,91% | 15         | +6  |
| CANARIAS             | PP                               | Las Palmas de Gran Canaria 29 concejales                     | - Alcalde: Jerónimo Saavedra Acevedo (PSOE) - Gobierno municipal: PSOE y Compromiso              | 61.239             | 36,26%  | 12     | -3         |     |
| CANARIAS             | Compromiso                       | Las Palmas de Gran Canaria 29 concejales                     | - Alcalde: Jerónimo Saavedra Acevedo (PSOE) - Gobierno municipal: PSOE y Compromiso              | 10.326             | 6,11%   | 2      | =          |     |
| CANARIAS             | CC-PNC                           | Las Palmas de Gran Canaria 29 concejales                     | - Alcalde: Jerónimo Saavedra Acevedo (PSOE) - Gobierno municipal: PSOE y Compromiso              | 4.441              | 2,63%   | ---    | -3         |     |
| CANARIAS             |                                  | Santa Cruz de Tenerife 27 concejales                         | - Alcalde: Miguel Zerolo Aguilar (CC-PNC) - Gobierno municipal: CC-PNC y PP                      | CC-PNC             | 32.395  | 35,21% | 11         | -4  |
| CANARIAS             | PSOE                             | Santa Cruz de Tenerife 27 concejales                         | - Alcalde: Miguel Zerolo Aguilar (CC-PNC) - Gobierno municipal: CC-PNC y PP                      | 22.163             | 24,09%  | 7      | +2         |     |
| CANARIAS             | PP                               | Santa Cruz de Tenerife 27 concejales                         | - Alcalde: Miguel Zerolo Aguilar (CC-PNC) - Gobierno municipal: CC-PNC y PP                      | 17.370             | 18,88%  | 6      | +1         |     |
| CANARIAS             | CSC                              | Santa Cruz de Tenerife 27 concejales                         | - Alcalde: Miguel Zerolo Aguilar (CC-PNC) - Gobierno municipal: CC-PNC y PP                      | 6.494              | 7,06%   | 2      | +2         |     |
| CANARIAS             | CCN                              | Santa Cruz de Tenerife 27 concejales                         | - Alcalde: Miguel Zerolo Aguilar (CC-PNC) - Gobierno municipal: CC-PNC y PP                      | 4.890              | 5,31%   | 1      | +1         |     |
| CANTABRIA            |                                  | Santander 27 concejales                                      | - Alcalde: Íñigo de la Serna Hernaiz (PP) - Gobierno municipal: PP                               | PP                 | 51.187  | 51,94% | 15         | =   |
| CANTABRIA            | PSOE                             | Santander 27 concejales                                      | - Alcalde: Íñigo de la Serna Hernaiz (PP) - Gobierno municipal: PP                               | 25.174             | 25,55%  | 7      | -2         |     |
| CANTABRIA            | PRC                              | Santander 27 concejales                                      | - Alcalde: Íñigo de la Serna Hernaiz (PP) - Gobierno municipal: PP                               | 16.977             | 17,23%  | 5      | +2         |     |
| CASTILLA-LA MANCHA   |                                  | Albacete 27 concejales                                       | - Alcalde: Manuel Pérez Castell (PSOE) - Gobierno municipal: PSOE e IU                           | PSOE               | 35.260  | 46,26% | 13         | -1  |
| CASTILLA-LA MANCHA   | PP                               | Albacete 27 concejales                                       | - Alcalde: Manuel Pérez Castell (PSOE) - Gobierno municipal: PSOE e IU                           | 33.121             | 43,46%  | 13     | +1         |     |
| CASTILLA-LA MANCHA   | IU                               | Albacete 27 concejales                                       | - Alcalde: Manuel Pérez Castell (PSOE) - Gobierno municipal: PSOE e IU                           | 4.974              | 6,53    | 1      | =          |     |
| CASTILLA-LA MANCHA   |                                  | Ciudad Real 25 concejales                                    | - Alcaldesa: Rosa Romero Sánchez (PP) - Gobierno municipal: PP                                   | PP                 | 17.733  | 50,33% | 15         | +2  |
| CASTILLA-LA MANCHA   | PSOE                             | Ciudad Real 25 concejales                                    | - Alcaldesa: Rosa Romero Sánchez (PP) - Gobierno municipal: PP                                   | 12.927             | 36,69%  | 10     | -2         |     |
| CASTILLA-LA MANCHA   |                                  | Cuenca 25 concejales (4 más que en las elecciones de 2003)   | - Alcalde: Francisco Javier Pulido Morillo (PP) - Gobierno municipal: PP                         | PP                 | 12.393  | 46,97% | 13         | +4  |
| CASTILLA-LA MANCHA   | PSOE                             | Cuenca 25 concejales (4 más que en las elecciones de 2003)   | - Alcalde: Francisco Javier Pulido Morillo (PP) - Gobierno municipal: PP                         | 10.629             | 40,28%  | 11     | =          |     |
| CASTILLA-LA MANCHA   | IU                               | Cuenca 25 concejales (4 más que en las elecciones de 2003)   | - Alcalde: Francisco Javier Pulido Morillo (PP) - Gobierno municipal: PP                         | 1.323              | 5,01%   | 1      | +1         |     |
| CASTILLA-LA MANCHA   | IxC                              | Cuenca 25 concejales (4 más que en las elecciones de 2003)   | - Alcalde: Francisco Javier Pulido Morillo (PP) - Gobierno municipal: PP                         | 302                | 1,14%   | ---    | -1         |     |
| CASTILLA-LA MANCHA   |                                  | Guadalajara 25 concejales                                    | - Alcalde: Antonio Román Jasanada (PP) - Gobierno municipal: PP                                  | PP                 | 18.987  | 49,65% | 13         | +1  |
| CASTILLA-LA MANCHA   | PSOE                             | Guadalajara 25 concejales                                    | - Alcalde: Antonio Román Jasanada (PP) - Gobierno municipal: PP                                  | 14.970             | 39,15%  | 11     | -1         |     |
| CASTILLA-LA MANCHA   | IU                               | Guadalajara 25 concejales                                    | - Alcalde: Antonio Román Jasanada (PP) - Gobierno municipal: PP                                  | 2.314              | 6,05%   | 1      | =          |     |
| CASTILLA-LA MANCHA   |                                  | Toledo 25 concejales                                         | - Alcalde: Emiliano García-Page Sánchez (PSOE) - Gobierno municipal: PSOE e IU                   | PP                 | 18.798  | 45,35% | 12         | -1  |
| CASTILLA-LA MANCHA   | PSOE                             | Toledo 25 concejales                                         | - Alcalde: Emiliano García-Page Sánchez (PSOE) - Gobierno municipal: PSOE e IU                   | 18.011             | 43,45%  | 11     | =          |     |
| CASTILLA-LA MANCHA   | IU                               | Toledo 25 concejales                                         | - Alcalde: Emiliano García-Page Sánchez (PSOE) - Gobierno municipal: PSOE e IU                   | 3.322              | 8,01%   | 2      | +1         |     |
| CASTILLA Y LEÓN      |                                  | Ávila 25 concejales                                          | - Alcalde: Miguel Ángel García Nieto (PP) - Gobierno municipal: PP                               | PP                 | 16.996  | 60,14% | 16         | +1  |
| CASTILLA Y LEÓN      | PSOE                             | Ávila 25 concejales                                          | - Alcalde: Miguel Ángel García Nieto (PP) - Gobierno municipal: PP                               | 7.566              | 26,77%  | 7      | =          |     |
| CASTILLA Y LEÓN      | IU-LV                            | Ávila 25 concejales                                          | - Alcalde: Miguel Ángel García Nieto (PP) - Gobierno municipal: PP                               | 2.656              | 9,40%   | 2      | -1         |     |
| CASTILLA Y LEÓN      |                                  | Burgos 27 concejales                                         | - Alcalde: Juan Carlos Aparicio Pérez (PP) - Gobierno municipal: PP                              | PP                 | 44.323  | 47,63% | 15         | +1  |
| CASTILLA Y LEÓN      | PSOE                             | Burgos 27 concejales                                         | - Alcalde: Juan Carlos Aparicio Pérez (PP) - Gobierno municipal: PP                              | 31.750             | 34,12%  | 10     | =          |     |
| CASTILLA Y LEÓN      | SI                               | Burgos 27 concejales                                         | - Alcalde: Juan Carlos Aparicio Pérez (PP) - Gobierno municipal: PP                              | 6.140              | 6,60%   | 2      | =          |     |
| CASTILLA Y LEÓN      | IU-LV                            | Burgos 27 concejales                                         | - Alcalde: Juan Carlos Aparicio Pérez (PP) - Gobierno municipal: PP                              | 4.329              | 4,65%   | ---    | -1         |     |
| CASTILLA Y LEÓN      |                                  | León 27 concejales                                           | - Alcalde: Francisco Javier Fernández Álvarez (PSOE) - Gobierno municipal: PSOE y UPL            | PSOE               | 32.292  | 44,14% | 13         | +3  |
| CASTILLA Y LEÓN      | PP                               | León 27 concejales                                           | - Alcalde: Francisco Javier Fernández Álvarez (PSOE) - Gobierno municipal: PSOE y UPL            | 27.472             | 37,55%  | 11     | -1         |     |
| CASTILLA Y LEÓN      | UPL                              | León 27 concejales                                           | - Alcalde: Francisco Javier Fernández Álvarez (PSOE) - Gobierno municipal: PSOE y UPL            | 7.962              | 10,88%  | 3      | -2         |     |
| CASTILLA Y LEÓN      |                                  | Palencia 25 concejales                                       | - Alcalde: Heliodoro Gallego Cuesta (PSOE) - Gobierno municipal: PSOE                            | PSOE               | 21.967  | 48,07% | 13         | =   |
| CASTILLA Y LEÓN      | PP                               | Palencia 25 concejales                                       | - Alcalde: Heliodoro Gallego Cuesta (PSOE) - Gobierno municipal: PSOE                            | 18.439             | 40,35%  | 11     | =          |     |
| CASTILLA Y LEÓN      | IU-LV                            | Palencia 25 concejales                                       | - Alcalde: Heliodoro Gallego Cuesta (PSOE) - Gobierno municipal: PSOE                            | 2.372              | 5,19%   | 1      | =          |     |
| CASTILLA Y LEÓN      |                                  | Salamanca 27 concejales                                      | - Alcalde: Julián Lanzarote Sastre (PP) - Gobierno municipal: PP                                 | PP                 | 41.118  | 50,46% | 16         | +1  |
| CASTILLA Y LEÓN      | PSOE                             | Salamanca 27 concejales                                      | - Alcalde: Julián Lanzarote Sastre (PP) - Gobierno municipal: PP                                 | 29.744             | 36,50%  | 11     | -1         |     |
| CASTILLA Y LEÓN      |                                  | Segovia 25 concejales                                        | - Alcalde: Pedro Arahuetes García (PSOE) - Gobierno municipal: PSOE                              | PSOE               | 13.091  | 44,51% | 13         | +2  |
| CASTILLA Y LEÓN      | PP                               | Segovia 25 concejales                                        | - Alcalde: Pedro Arahuetes García (PSOE) - Gobierno municipal: PSOE                              | 12.667             | 43,07%  | 12     | =          |     |
| CASTILLA Y LEÓN      | IU-LV                            | Segovia 25 concejales                                        | - Alcalde: Pedro Arahuetes García (PSOE) - Gobierno municipal: PSOE                              | 1.232              | 4,19%   | ---    | -2         |     |
| CASTILLA Y LEÓN      |                                  | Soria 21 concejales                                          | - Alcalde: Carlos Martínez Mínguez (PSOE) - Gobierno municipal: PSOE (en minoría)                | PSOE               | 7.600   | 41,53% | 9          | +1  |
| CASTILLA Y LEÓN      | PP                               | Soria 21 concejales                                          | - Alcalde: Carlos Martínez Mínguez (PSOE) - Gobierno municipal: PSOE (en minoría)                | 7.059              | 38,57%  | 9      | -1         |     |
| CASTILLA Y LEÓN      | IDES                             | Soria 21 concejales                                          | - Alcalde: Carlos Martínez Mínguez (PSOE) - Gobierno municipal: PSOE (en minoría)                | 1.970              | 10,77%  | 2      | =          |     |
| CASTILLA Y LEÓN      | IU-LV                            | Soria 21 concejales                                          | - Alcalde: Carlos Martínez Mínguez (PSOE) - Gobierno municipal: PSOE (en minoría)                | 984                | 5,38%   | 1      | +1         |     |
| CASTILLA Y LEÓN      | ASI (formación disuelta en 2007) | Soria 21 concejales                                          | - Alcalde: Carlos Martínez Mínguez (PSOE) - Gobierno municipal: PSOE (en minoría)                | ---                | ---     | ---    | -1         |     |
| CASTILLA Y LEÓN      |                                  | Valladolid 29 concejales                                     | - Alcalde: Francisco Javier León de la Riva (PP) - Gobierno municipal: PP                        | PP                 | 87.016  | 47,82% | 15         | =   |
| CASTILLA Y LEÓN      | PSOE                             | Valladolid 29 concejales                                     | - Alcalde: Francisco Javier León de la Riva (PP) - Gobierno municipal: PP                        | 70.876             | 38,95%  | 13     | =          |     |
| CASTILLA Y LEÓN      | IU-LV                            | Valladolid 29 concejales                                     | - Alcalde: Francisco Javier León de la Riva (PP) - Gobierno municipal: PP                        | 10.692             | 5,88%   | 1      | =          |     |
| CASTILLA Y LEÓN      |                                  | Zamora 25 concejales                                         | - Alcaldesa: Rosa Valdeón Santiago (PP) - Gobierno municipal: PP (en minoría)                    | PP                 | 14.882  | 43,63% | 12         | -1  |
| CASTILLA Y LEÓN      | PSOE                             | Zamora 25 concejales                                         | - Alcaldesa: Rosa Valdeón Santiago (PP) - Gobierno municipal: PP (en minoría)                    | 10.711             | 31,40%  | 8      | =          |     |
| CASTILLA Y LEÓN      | IU-LV                            | Zamora 25 concejales                                         | - Alcaldesa: Rosa Valdeón Santiago (PP) - Gobierno municipal: PP (en minoría)                    | 4.597              | 13,48%  | 3      | +1         |     |
| CASTILLA Y LEÓN      | ADEIZA-UPZ                       | Zamora 25 concejales                                         | - Alcaldesa: Rosa Valdeón Santiago (PP) - Gobierno municipal: PP (en minoría)                    | 2.611              | 7,66 %  | 2      | =          |     |
| CATALUÑA             |                                  | Barcelona 41 concejales                                      | - Alcalde: Jordi Hereu i Boher (PSC-PSOE) - Gobierno municipal: PSC-PSOE e ICV-EUiA (en minoría) | PSC-PSOE           | 182.104 | 29,93% | 14         | -1  |
| CATALUÑA             | CiU                              | Barcelona 41 concejales                                      | - Alcalde: Jordi Hereu i Boher (PSC-PSOE) - Gobierno municipal: PSC-PSOE e ICV-EUiA (en minoría) | 154.620            | 25,41%  | 12     | +3         |     |
| CATALUÑA             | PP                               | Barcelona 41 concejales                                      | - Alcalde: Jordi Hereu i Boher (PSC-PSOE) - Gobierno municipal: PSC-PSOE e ICV-EUiA (en minoría) | 95.114             | 15,63%  | 7      | =          |     |
| CATALUÑA             | ICV-EUiA                         | Barcelona 41 concejales                                      | - Alcalde: Jordi Hereu i Boher (PSC-PSOE) - Gobierno municipal: PSC-PSOE e ICV-EUiA (en minoría) | 56.855             | 9,34%   | 4      | -1         |     |
| CATALUÑA             | ERC                              | Barcelona 41 concejales                                      | - Alcalde: Jordi Hereu i Boher (PSC-PSOE) - Gobierno municipal: PSC-PSOE e ICV-EUiA (en minoría) | 53.463             | 8,79%   | 4      | -1         |     |
| CATALUÑA             |                                  | Gerona 25 concejales                                         | - Alcaldesa: Anna Pagans i Gruartmoner (PSC-PSOE) - Gobierno municipal:                          | PSC-PSOE           | 11.279  | 34,80% | 10         | -1  |
| CATALUÑA             | CiU                              | Gerona 25 concejales                                         | - Alcaldesa: Anna Pagans i Gruartmoner (PSC-PSOE) - Gobierno municipal:                          | 7.111              | 21,94%  | 6      | +1         |     |
| CATALUÑA             | ERC                              | Gerona 25 concejales                                         | - Alcaldesa: Anna Pagans i Gruartmoner (PSC-PSOE) - Gobierno municipal:                          | 4.167              | 12,86%  | 4      | =          |     |
| CATALUÑA             | ICV-EUiA                         | Gerona 25 concejales                                         | - Alcaldesa: Anna Pagans i Gruartmoner (PSC-PSOE) - Gobierno municipal:                          | 3.511              | 10,83%  | 3      | +1         |     |
| CATALUÑA             | PP                               | Gerona 25 concejales                                         | - Alcaldesa: Anna Pagans i Gruartmoner (PSC-PSOE) - Gobierno municipal:                          | 2.892              | 8,92%   | 2      | -1         |     |
| CATALUÑA             |                                  | Lérida 27 concejales                                         | - Alcalde: Àngel Ros Domingo (PSC-PSOE) - Gobierno municipal:                                    | PSC-PSOE           | 22.172  | 46,23% | 15         | +5  |
| CATALUÑA             | CiU                              | Lérida 27 concejales                                         | - Alcalde: Àngel Ros Domingo (PSC-PSOE) - Gobierno municipal:                                    | 9.613              | 20,04%  | 6      | -1         |     |
| CATALUÑA             | PP                               | Lérida 27 concejales                                         | - Alcalde: Àngel Ros Domingo (PSC-PSOE) - Gobierno municipal:                                    | 5.690              | 11,86%  | 3      | -1         |     |
| CATALUÑA             | ERC                              | Lérida 27 concejales                                         | - Alcalde: Àngel Ros Domingo (PSC-PSOE) - Gobierno municipal:                                    | 3.336              | 6,96%   | 2      | -1         |     |
| CATALUÑA             | ICV-EUiA                         | Lérida 27 concejales                                         | - Alcalde: Àngel Ros Domingo (PSC-PSOE) - Gobierno municipal:                                    | 2.737              | 5,71%   | 1      | -2         |     |
| CATALUÑA             |                                  | Tarragona 27 concejales                                      | - Alcalde: Josep Felix Ballesteros Casanova (PSC-PSOE) - Gobierno municipal:                     | PSC-PSOE           | 20.365  | 39,76% | 13         | +4  |
| CATALUÑA             | CiU                              | Tarragona 27 concejales                                      | - Alcalde: Josep Felix Ballesteros Casanova (PSC-PSOE) - Gobierno municipal:                     | 11.819             | 23,07%  | 8      | -2         |     |
| CATALUÑA             | PP                               | Tarragona 27 concejales                                      | - Alcalde: Josep Felix Ballesteros Casanova (PSC-PSOE) - Gobierno municipal:                     | 6.976              | 13,62%  | 4      | =          |     |
| CATALUÑA             | ERC                              | Tarragona 27 concejales                                      | - Alcalde: Josep Felix Ballesteros Casanova (PSC-PSOE) - Gobierno municipal:                     | 3.938              | 7,69%   | 2      | =          |     |
| CATALUÑA             | ICV-EUiA                         | Tarragona 27 concejales                                      | - Alcalde: Josep Felix Ballesteros Casanova (PSC-PSOE) - Gobierno municipal:                     | 2.438              | 4,76%   | ---    | -2         |     |
| COMUNIDAD VALENCIANA |                                  | Alicante 29 concejales (2 más que en las elecciones de 2003) | - Alcalde: Luis Díaz Alperi (PP) - Gobierno municipal: PP                                        | PP                 | 63.572  | 44,08% | 15         | +1  |
| COMUNIDAD VALENCIANA | PSPV-PSOE                        | Alicante 29 concejales (2 más que en las elecciones de 2003) | - Alcalde: Luis Díaz Alperi (PP) - Gobierno municipal: PP                                        | 59.373             | 41,17%  | 14     | +2         |     |
| COMUNIDAD VALENCIANA | Acord                            | Alicante 29 concejales (2 más que en las elecciones de 2003) | - Alcalde: Luis Díaz Alperi (PP) - Gobierno municipal: PP                                        | 7.108              | 4,93%   | ---    | -1         |     |
| COMUNIDAD VALENCIANA |                                  | Castellón de la Plana 27 concejales                          | - Alcalde: Alberto Fabra Part (PP) - Gobierno municipal: PP                                      | PP                 | 36.156  | 47,91% | 14         | -1  |
| COMUNIDAD VALENCIANA | PSPV-PSOE                        | Castellón de la Plana 27 concejales                          | - Alcalde: Alberto Fabra Part (PP) - Gobierno municipal: PP                                      | 29.155             | 38,63%  | 12     | +2         |     |
| COMUNIDAD VALENCIANA | BLOC                             | Castellón de la Plana 27 concejales                          | - Alcalde: Alberto Fabra Part (PP) - Gobierno municipal: PP                                      | 3.911              | 5,18 %  | 1      | -1         |     |
| COMUNIDAD VALENCIANA |                                  | Valencia 33 concejales                                       | - Alcaldesa: Rita Barberá Nolla (PP) - Gobierno municipal: PP                                    | PP                 | 235.158 | 56,67% | 21         | +2  |
| COMUNIDAD VALENCIANA | PSPV-PSOE                        | Valencia 33 concejales                                       | - Alcaldesa: Rita Barberá Nolla (PP) - Gobierno municipal: PP                                    | 140.187            | 33,78%  | 12     | =          |     |
| COMUNIDAD VALENCIANA | Acord                            | Valencia 33 concejales                                       | - Alcaldesa: Rita Barberá Nolla (PP) - Gobierno municipal: PP                                    | 19.808             | 4,77%   | ---    | -2         |     |
| EXTREMADURA          |                                  | Badajoz 27 concejales                                        | - Alcalde: Miguel Celdrán Matute (PP-EU) - Gobierno municipal:                                   | PP-EU              | 33.986  | 49,66% | 15         | =   |
| EXTREMADURA          | PSOE-Regionalistas               | Badajoz 27 concejales                                        | - Alcalde: Miguel Celdrán Matute (PP-EU) - Gobierno municipal:                                   | 25.909             | 37,86%  | 11     | =          |     |
| EXTREMADURA          | IU-SIEX                          | Badajoz 27 concejales                                        | - Alcalde: Miguel Celdrán Matute (PP-EU) - Gobierno municipal:                                   | 3.599              | 5,26%   | 1      | =          |     |
| EXTREMADURA          |                                  | Cáceres 25 concejales                                        | - Alcaldesa: Carmen Heras Pablo (PSOE-Regionalistas) - Gobierno municipal:                       | PP-EU              | 22.811  | 46,20% | 12         | -1  |
| EXTREMADURA          | PSOE-Regionalistas               | Cáceres 25 concejales                                        | - Alcaldesa: Carmen Heras Pablo (PSOE-Regionalistas) - Gobierno municipal:                       | 19.541             | 39,58%  | 11     | =          |     |
| EXTREMADURA          | FCC                              | Cáceres 25 concejales                                        | - Alcaldesa: Carmen Heras Pablo (PSOE-Regionalistas) - Gobierno municipal:                       | 3.236              | 6,55%   | 1      | +1         |     |
| EXTREMADURA          | IU-SIEX                          | Cáceres 25 concejales                                        | - Alcaldesa: Carmen Heras Pablo (PSOE-Regionalistas) - Gobierno municipal:                       | 2.667              | 5,40%   | 1      | =          |     |
| EXTREMADURA          |                                  | Mérida 25 concejales                                         | - Alcalde: José Ángel Calle Grajera (PSOE-Regionalistas) - Gobierno municipal:                   | PSOE-Regionalistas | 15.588  | 47,80% | 13         | +1  |
| EXTREMADURA          | PP-EU                            | Mérida 25 concejales                                         | - Alcalde: José Ángel Calle Grajera (PSOE-Regionalistas) - Gobierno municipal:                   | 13.816             | 45,27%  | 12     | -1         |     |
| GALICIA              |                                  | La Coruña 27 concejales                                      | - Alcalde: Javier Losada de Azpiazu (PSdeG-PSOE) - Gobierno municipal: PSdeG-PSOE y BNG          | PSdeG-PSOE         | 41.285  | 35,02% | 11         | -3  |
| GALICIA              | PP                               | La Coruña 27 concejales                                      | - Alcalde: Javier Losada de Azpiazu (PSdeG-PSOE) - Gobierno municipal: PSdeG-PSOE y BNG          | 37.085             | 31,46%  | 10     | +3         |     |
| GALICIA              | BNG                              | La Coruña 27 concejales                                      | - Alcalde: Javier Losada de Azpiazu (PSdeG-PSOE) - Gobierno municipal: PSdeG-PSOE y BNG          | 24.355             | 20,66%  | 6      | =          |     |
| GALICIA              |                                  | Lugo 25 concejales                                           | - Alcalde: José Clemente López Orozco (PSdeG-PSOE) - Gobierno municipal: PSdeG-PSOE (en minoría) | PSdeG-PSOE         | 23.375  | 45,04% | 12         | -1  |
| GALICIA              | PP                               | Lugo 25 concejales                                           | - Alcalde: José Clemente López Orozco (PSdeG-PSOE) - Gobierno municipal: PSdeG-PSOE (en minoría) | 18.428             | 35,51%  | 9      | =          |     |
| GALICIA              | BNG                              | Lugo 25 concejales                                           | - Alcalde: José Clemente López Orozco (PSdeG-PSOE) - Gobierno municipal: PSdeG-PSOE (en minoría) | 7.417              | 14,29%  | 4      | +1         |     |
| GALICIA              |                                  | Orense 27 concejales                                         | - Alcalde: Francisco Rodríguez Fernández (PSdeG-PSOE) - Gobierno municipal: PSdeG-PSOE y BNG     | PP                 | 26.160  | 42,25% | 13         | -1  |
| GALICIA              | PSdeG-PSOE                       | Orense 27 concejales                                         | - Alcalde: Francisco Rodríguez Fernández (PSdeG-PSOE) - Gobierno municipal: PSdeG-PSOE y BNG     | 16.428             | 26,53%  | 8      | +2         |     |
| GALICIA              | BNG                              | Orense 27 concejales                                         | - Alcalde: Francisco Rodríguez Fernández (PSdeG-PSOE) - Gobierno municipal: PSdeG-PSOE y BNG     | 12.253             | 19,79%  | 6      | -1         |     |
| GALICIA              |                                  | Pontevedra 25 concejales                                     | - Alcalde: Miguel Anxo Fernández Lores (BNG) - Gobierno municipal: BNG y PSdeG-PSOE              | PP                 | 19.387  | 44,15% | 12         | +2  |
| GALICIA              | BNG                              | Pontevedra 25 concejales                                     | - Alcalde: Miguel Anxo Fernández Lores (BNG) - Gobierno municipal: BNG y PSdeG-PSOE              | 12.412             | 28,26%  | 7      | -3         |     |
| GALICIA              | PSdeG-PSOE                       | Pontevedra 25 concejales                                     | - Alcalde: Miguel Anxo Fernández Lores (BNG) - Gobierno municipal: BNG y PSdeG-PSOE              | 9.807              | 22,33%  | 6      | +1         |     |
| GALICIA              |                                  | Santiago de Compostela 25 concejales                         | - Alcalde: Xosé Sánchez Bugallo (PSdeG-PSOE) - Gobierno municipal: PSdeG-PSOE y BNG              | PP                 | 18.664  | 39,01% | 11         | +1  |
| GALICIA              | PSdeG-PSOE                       | Santiago de Compostela 25 concejales                         | - Alcalde: Xosé Sánchez Bugallo (PSdeG-PSOE) - Gobierno municipal: PSdeG-PSOE y BNG              | 18.269             | 38,19%  | 10     | -1         |     |
| GALICIA              | BNG                              | Santiago de Compostela 25 concejales                         | - Alcalde: Xosé Sánchez Bugallo (PSdeG-PSOE) - Gobierno municipal: PSdeG-PSOE y BNG              | 7.871              | 16,45%  | 4      | =          |     |
| GALICIA              |                                  | Vigo 27 concejales                                           | - Alcalde: Abel Caballero Álvarez (PSdeG-PSOE) - Gobierno municipal: PSdeG-PSOE y BNG            | PP                 | 66.574  | 44,04% | 13         | +3  |
| GALICIA              | PSdeG-PSOE                       | Vigo 27 concejales                                           | - Alcalde: Abel Caballero Álvarez (PSdeG-PSOE) - Gobierno municipal: PSdeG-PSOE y BNG            | 44.563             | 29,48%  | 9      | +1         |     |
| GALICIA              | BNG                              | Vigo 27 concejales                                           | - Alcalde: Abel Caballero Álvarez (PSdeG-PSOE) - Gobierno municipal: PSdeG-PSOE y BNG            | 28.116             | 18,60%  | 5      | -2         |     |
| GALICIA              | PG                               | Vigo 27 concejales                                           | - Alcalde: Abel Caballero Álvarez (PSdeG-PSOE) - Gobierno municipal: PSdeG-PSOE y BNG            | 4.920              | 3,25%   | ---    | -2         |     |
| LA RIOJA             |                                  | Logroño 27 concejales                                        | - Alcalde: Tomás Santos Munilla (PSOE) - Gobierno municipal: PSOE-PR                             | PP                 | 34.515  | 46,43% | 13         | -1  |
| LA RIOJA             | PSOE                             | Logroño 27 concejales                                        | - Alcalde: Tomás Santos Munilla (PSOE) - Gobierno municipal: PSOE-PR                             | 29.982             | 40,33%  | 12     | +1         |     |
| LA RIOJA             | PR                               | Logroño 27 concejales                                        | - Alcalde: Tomás Santos Munilla (PSOE) - Gobierno municipal: PSOE-PR                             | 4.992              | 6,72%   | 2      | =          |     |
| MADRID               |                                  | Madrid 57 concejales (2 más que en las elecciones de 2003)   | - Alcalde: Alberto Ruiz-Gallardón Jiménez (PP) - Gobierno municipal: PP                          | PP                 | 875.571 | 55,54% | 34         | +4  |
| MADRID               | PSOE                             | Madrid 57 concejales (2 más que en las elecciones de 2003)   | - Alcalde: Alberto Ruiz-Gallardón Jiménez (PP) - Gobierno municipal: PP                          | 486.826            | 30,88%  | 18     | -3         |     |
| MADRID               | IU                               | Madrid 57 concejales (2 más que en las elecciones de 2003)   | - Alcalde: Alberto Ruiz-Gallardón Jiménez (PP) - Gobierno municipal: PP                          | 136.881            | 8,68%   | 5      | +1         |     |
| MURCIA               |                                  | Murcia 29 concejales                                         | - Alcalde: Miguel Ángel Cámara Botía (PP) - Gobierno municipal: PP                               | PP                 | 122.213 | 61,28% | 19         | =   |
| MURCIA               | PSOE                             | Murcia 29 concejales                                         | - Alcalde: Miguel Ángel Cámara Botía (PP) - Gobierno municipal: PP                               | 59.255             | 29,71%  | 9      | -1         |     |
| MURCIA               | IU-LV                            | Murcia 29 concejales                                         | - Alcalde: Miguel Ángel Cámara Botía (PP) - Gobierno municipal: PP                               | 11.525             | 5,78%   | 1      | +1         |     |
| NAVARRA              |                                  | Pamplona 27 concejales                                       | - Alcaldesa: Yolanda Barcina Angulo (UPN) - Gobierno municipal: UPN (en minoría)                 | UPN*               | 46.640  | 42,86% | 13         | =   |
| NAVARRA              | Na-Bai                           | Pamplona 27 concejales                                       | - Alcaldesa: Yolanda Barcina Angulo (UPN) - Gobierno municipal: UPN (en minoría)                 | 28.581             | 26,26%  | 8      | +4         |     |
| NAVARRA              | PSN-PSOE                         | Pamplona 27 concejales                                       | - Alcaldesa: Yolanda Barcina Angulo (UPN) - Gobierno municipal: UPN (en minoría)                 | 16.578             | 15,23%  | 4      | -1         |     |
| NAVARRA              | EAE-ANV                          | Pamplona 27 concejales                                       | - Alcaldesa: Yolanda Barcina Angulo (UPN) - Gobierno municipal: UPN (en minoría)                 | 7.187              | 6,60%   | 2      | +2         |     |
| NAVARRA              | IUN-NEB                          | Pamplona 27 concejales                                       | - Alcaldesa: Yolanda Barcina Angulo (UPN) - Gobierno municipal: UPN (en minoría)                 | 4.504              | 4,14%   | ---    | -3         |     |
| NAVARRA              | CDN                              | Pamplona 27 concejales                                       | - Alcaldesa: Yolanda Barcina Angulo (UPN) - Gobierno municipal: UPN (en minoría)                 | 3.844              | 3,53%   | ---    | -2         |     |
| PAÍS VASCO           |                                  | Bilbao 29 concejales                                         | - Alcalde: Iñaki Azkuna Urreta (EAJ-PNV) - Gobierno municipal: EAJ-PNV y EB-B                    | EAJ-PNV            | 64.890  | 41,33% | 13         | +2  |
| PAÍS VASCO           | PP                               | Bilbao 29 concejales                                         | - Alcalde: Iñaki Azkuna Urreta (EAJ-PNV) - Gobierno municipal: EAJ-PNV y EB-B                    | 35.165             | 22,4%   | 7      | -1         |     |
| PAÍS VASCO           | PSE-EE                           | Bilbao 29 concejales                                         | - Alcalde: Iñaki Azkuna Urreta (EAJ-PNV) - Gobierno municipal: EAJ-PNV y EB-B                    | 34.456             | 21,95%  | 7      | +2         |     |
| PAÍS VASCO           | EB-B/Aralar                      | Bilbao 29 concejales                                         | - Alcalde: Iñaki Azkuna Urreta (EAJ-PNV) - Gobierno municipal: EAJ-PNV y EB-B                    | 12.449             | 7,93%   | 2      | -1         |     |
| PAÍS VASCO           | EA                               | Bilbao 29 concejales                                         | - Alcalde: Iñaki Azkuna Urreta (EAJ-PNV) - Gobierno municipal: EAJ-PNV y EB-B                    | 4.224              | 2,69%   | ---    | -2         |     |
| PAÍS VASCO           |                                  | San Sebastián 27 concejales                                  | - Alcalde: Odón Elorza González (PSE-EE) - Gobierno municipal: PSE-EE, EB-B y Aralar             | PSE-EE             | 27.784  | 37,43% | 11         | +1  |
| PAÍS VASCO           | PP                               | San Sebastián 27 concejales                                  | - Alcalde: Odón Elorza González (PSE-EE) - Gobierno municipal: PSE-EE, EB-B y Aralar             | 15.872             | 21,38%  | 6      | -1         |     |
| PAÍS VASCO           | EAJ-PNV                          | San Sebastián 27 concejales                                  | - Alcalde: Odón Elorza González (PSE-EE) - Gobierno municipal: PSE-EE, EB-B y Aralar             | 12.719             | 17,14%  | 5      | =          |     |
| PAÍS VASCO           | EB-B/Aralar                      | San Sebastián 27 concejales                                  | - Alcalde: Odón Elorza González (PSE-EE) - Gobierno municipal: PSE-EE, EB-B y Aralar             | 8.423              | 11,35%  | 3      | +2         |     |
| PAÍS VASCO           | EA                               | San Sebastián 27 concejales                                  | - Alcalde: Odón Elorza González (PSE-EE) - Gobierno municipal: PSE-EE, EB-B y Aralar             | 6.232              | 8,40%   | 2      | -2         |     |
| PAÍS VASCO           |                                  | Vitoria 27 concejales                                        | - Alcalde: Patxi Lazcoz Baigorri (PSE-EE) - Gobierno municipal: PSE-EE (en minoría)              | PSE-EE             | 33.853  | 31,92% | 9          | +2  |
| PAÍS VASCO           | PP                               | Vitoria 27 concejales                                        | - Alcalde: Patxi Lazcoz Baigorri (PSE-EE) - Gobierno municipal: PSE-EE (en minoría)              | 32.101             | 30,27%  | 9      | =          |     |
| PAÍS VASCO           | EAJ-PNV                          | Vitoria 27 concejales                                        | - Alcalde: Patxi Lazcoz Baigorri (PSE-EE) - Gobierno municipal: PSE-EE (en minoría)              | 23.622             | 22,27%  | 6      | -2         |     |
| PAÍS VASCO           | EB-B/Aralar                      | Vitoria 27 concejales                                        | - Alcalde: Patxi Lazcoz Baigorri (PSE-EE) - Gobierno municipal: PSE-EE (en minoría)              | 8.062              | 7,6%    | 2      | =          |     |
| PAÍS VASCO           | EA                               | Vitoria 27 concejales                                        | - Alcalde: Patxi Lazcoz Baigorri (PSE-EE) - Gobierno municipal: PSE-EE (en minoría)              | 6.046              | 5,7%    | 1      | =          |     |

### Resultados globales
| ← Elecciones municipales de España de 2007, 27 de mayo de 2007 → |            |           |            |            |  |  |
| Partido                                                          | Votos      | Variación | Porcentaje | Concejales |  |  |
| Participación                                                    | 22.243.377 | 1.026.695 | 63,27%     | -          |  |  |
| Voto en blanco                                                   | 427.067    | 22.619    | 1,94%      | -          |  |  |
| Votos nulos                                                      | 262.404    | 40.151    | 1,18%      | -          |  |  |
|                                                                  |            |           |            |            |  |  |
| PSOE                                                             | 7.760.865  | --        | 35,31%     | 24.029     |  |  |
| PP                                                               | 7.916.075  | --        | 36,01%     | 23.348     |  |  |
| IU                                                               | 1.217.030  | --        | 5,54%      | 2.034      |  |  |
| CiU                                                              | 723.325    | --        | 3,29%      | 3.387      |  |  |
| ERC                                                              | 347.601    | --        | 1,58%      | 1.591      |  |  |
| BNG                                                              | 315.279    | --        | 1,43%      | 661        |  |  |
| PNV                                                              | 310.036    | --        | 1,41%      | 1.043      |  |  |

## Reacciones políticas posteriores
Miguel Sebastián , candidato a la Alcaldía de Madrid por el PSOE presenta su dimisión como concejal por los resultados obtenidos en las Elecciones Municipales, el PSOE pierde 3 concejales, El Partido Popular gana 4 e IU gana 1.
Rafael Simancas, candidato a la Comunidad de Madrid y Secretario General del Partido Socialista de Madrid (PSM), presenta su dimisión el 4 de junio por los malos resultados obtenidos tanto en el Ayuntamiento como en la Comunidad de Madrid, baja 3 diputados, gana 2 IU y 10 el PP, por lo que en Madrid se constituirá una comisión gestora para dirigir el PSM hasta la celebración de un nuevo congreso y la elección de un nuevo Secretario General.
En el trasfondo político está la cuestión de la elección de Miguel Sebastián por la Moncloa, sin apenas apoyos en el PSM.

### Elecciones de 2007
- Elecciones municipales y Autonómicas 2007, Especial informativo de ELMUNDO.ES con noticias sobre la campaña y resultados.
- Elecciones municipales y Autonómicas 2007, Especial informativo de ELPAIS.com con noticias sobre la campaña y resultados.
- www.municipales2007.es, información sobre las elecciones de 2007 elaborada por Cadpea (Centro de Análisis y documentación política y electoral de Andalucía.

### Resultados electorales de 2007
- Resultados elecciones municipales, diputaciones provinciales y cabildos insulares 2007, en la web del Ministerio de Interior.
- Resultados elecciones municipales de todos los municipios por provincias 2007, en el diario El Mundo.

### Elecciones de 2003
- Elecciones municipales 2003, información sobre las elecciones de 2003 en la página del Ministerio del Interior Archivado el 27 de agosto de 2009 en Wayback Machine..
- Resultados electorales, en la página del Ministerio del Interior.
- Elecciones 25M, exposición de los resultados de forma gráfica, en elmundo.es.

### Otros enlaces
- Procesos electorales celebrados en España, ordenados por tipo y fecha, en la página del Ministerio del Interior.

- Datos: Q218675
- Multimedia: Municipal elections in Spain in 2007 / Q218675